# Masistylum stenommatum
Masistylum stenommatum là một loài ruồi trong họ Tachinidae.